# Gran Premio Città di Camaiore 1979
Il Gran Premio Città di Camaiore 1979, trentesima edizione della corsa, si svolse il 22 settembre 1979 su un percorso di 199 km, con partenza e arrivo a Camaiore. La vittoria fu appannaggio dell'italiano Giuseppe Saronni, che completò il percorso in 4h58'00", alla media di 40,067 km/h, precedendo il britannico Phil Edwards e il connazionale Pierino Gavazzi.
La corsa tornò a disputarsi dopo un anno d'assenza.

## Ordine d'arrivo (Top 10)
| Pos. | Corridore           | Squadra             | Tempo    |
| ---- | ------------------- | ------------------- | -------- |
| 1    | Giuseppe Saronni    | Scic                | 4h58'00" |
| 2    | Phil Edwards        | Sanson              | s.t.     |
| 3    | Pierino Gavazzi     | Zonca-Santini       | s.t.     |
| 4    | Giovanni Mantovani  | Inoxpran            | s.t.     |
| 5    | Leonardo Mazzantini | Zonca-Santini       | s.t.     |
| 6    | Palmiro Masciarelli | Sanson              | s.t.     |
| 7    | Sergio Santimaria   | Mecap-Hoonved       | s.t.     |
| 8    | Alfio Vandi         | Magniflex-Famcucine | s.t.     |
| 9    | Franco Conti        | San Giacomo         | s.t.     |
| 10   | Corrado Donadio     | CBM Fast            | s.t.     |